# Kentrosaurus
Kentrosaurus is een geslacht van uitgestorven plantenetende ornithischische dinosauriërs, behorend tot de groep van de Stegosauria, dat tijdens het Laat-Jura, zo'n 155 miljoen jaar geleden, leefde in Afrika.
De eerste fossielen van Kentrosaurus werden in 1909 gevonden in Duits Oost-Afrika. Het dier kreeg zijn naam die zoiets als 'stekelsauriër' betekent toen in 1915 de typesoort Kentrosaurus aethiopicus benoemd werd. Van Kentrosaurus zijn vele honderden botten opgegraven zodat de geleerden een goed beeld kregen van de bouw van het dier. Alleen de schedel is nog slecht bekend.
Kentrosaurus werd tegen de vijf meter lang en rond een ton zwaar. Hij had een kleine kop aan het uiteinde van een beweeglijke nek. De voorpoten waren kort maar heel stevig. De lange rechte achterpoten droegen het grootste deel van het gewicht van het dier. Op de nek en de voorste romp stonden twee rijen beenplaten die naar achteren overgingen in twee rijen lange stekels op de heup en de staart. Door met zijn stekelige staart te zwiepen kon Kentrosaurus zich verdedigen tegen roofsauriërs. Omdat zijn benen zo recht waren, kon hij daar niet voor wegrennen. Met zijn langwerpige kop beet Kentrosaurus stukken van laaggroeiende planten af die hij zonder te kauwen inslikte om ze in de grote buikholte te verteren. Misschien ging hij ook op zijn achterpoten staan om wat hogere planten te bereiken.

## Vondst en naamgeving
Alle bekende fossielen van Kentrosaurus werden gevonden tijdens de Duitse expedities naar de Tendaguru Formatie in het toenmalige Duits-Oost-Afrika, het huidige Tanzania. In 1909 werden losse botten gevonden die men herkende als behorend tot een of andere ornithischiër. Op 24 juli 1910 begreep Werner Janensch, de illustraties in de publicaties van Othniel Charles Marsh bekijkend, dat het ging om een Afrikaanse verwant van Stegosaurus. Tussen 1909 en 1912 werden twaalfhonderd botten, behorend tot ongeveer vijftig individuen, opgegraven in vier groeven in de Mittlere Saurierschichte uit het late Kimmeridgien en één in de jongere Obere Saurierschichten uit het Vroeg-Tithonien. De fossielen zijn dus ongeveer 152 miljoen jaar oud. Van het in Berlijn opgeslagen materiaal zou door bombardementen tijdens de Tweede Wereldoorlog twee derden verloren gaan.
De typesoort Kentrosaurus aethiopicus werd in 1915 benoemd en beschreven door Edwin Hennig. Kentrosaurus betekent 'stekelige sauriër' vanuit het Oudgrieks κέντρον, kentron, 'scherpe punt'. De soortaanduiding verwijst naar de Afrikaanse afkomst: met Aethiopia werd in het Klassieke Grieks heel Afrika aangeduid. In 1916 werd Hennig gewezen op het bestaan van het geslacht Centrosaurus; om homonymie, gelijkluidendheid, te voorkomen hernoemde hij het geslacht tot Kentrurosaurus, 'stekelstaartsauriër'. Hetzelfde jaar gaf baron Franz Nopcsa nog een vervangingsnaam: Doryphorosaurus, 'lansdragersauriër'. Naar huidige normen zijn beide namen overbodig: het is maar de vraag of Centrosaurus aan Kentrosaurus gelijkluidend is, afhankelijk van de uitspraak van het Latijnse centrum en overigens is alleen de spelling bepalend.
Hennig wees in 1915 uit de syntypen, het door hem vermelde materiaal, geen holotype aan. In 1925 koos hij, in een gedetailleerde beschrijving van de soort, twee lectotypen, St 439, waarvan delen behoren tot het tegenwoordige MB. R.4800.1-37, en St 500. Het 'St' is een code voor de groeve bij Kindope. Dat was niet zo'n gelukkige keuze want het ging nog steeds om twee individuen. Peter Malcolm Galton beschreef de soort in 1982 opnieuw maar zag de typeaanduiding in Hennigs geschrift uit 1925 over het hoofd. Daarom koos hij twee andere lectotypen, specimina MB.R.1930 en MB.R.1931, een reeks van twee ruggenwervels. Deze keuze is echter ongeldig; hij had hoogstens uit St 439 en St 500 botten kunnen kiezen. Heinrich Mallison viel dat op en in 2011 koos hij het volledige MB. R.4800.1-37 tot lectotype. Het gaat hierbij om botten die vermoedelijk tot een en hetzelfde individu behoren; St 439 vertegenwoordigt daarvan het heiligbeen, de darmbeenderen en de voorste staart. De zaak wordt nog complexer doordat dit individu met andere losse botten gecombineerd is tot de bekende skeletopstelling in Berlijn van 1925. Ook de Eberhard-Karls-Universiteit waar Hennig professor was, heeft een skelet; dit is voor ongeveer de helft authentiek. Mallison wees de andere in 1912 aan Hennig bekende botten, die hij had gebruikt voor de beschrijving in 1915, aan als paralectotypen. In 1912 werden nog aanvullende botten opgegraven door Hermann Heck.
Toen de Britten de Duitse kolonie overnamen als mandaatgebied heeft men in de Tendaguru Formatie nog opgravingen verricht waarbij in 1927 door William Edmund Cutler opnieuw kentrosaurusbotten zijn gevonden. Die zijn echter nooit beschreven en hun huidige verblijfplaats is onbekend.
In 1988 meldde Galton dat hij in een la in het Humboldtmuseum van Berlijn nog schedelresten van Kentrosaurus aangetroffen had, waarvan men had aangenomen dat die verloren waren gegaan. Dergelijke botten zijn zeldzaam: verreweg de meeste vondsten uit 1909-1912 bestaan uit postcrania, de delen achter de schedel. Het leeuwendeel van de elementen van de postcrania is bekend.
In 1993 hernoemde George Olshevsky Stegosaurus longispinus tot een ?Kentrosaurus longispinus. Het vraagteken duidde aan dat hij er zelf niet zeker van was en de naam heeft geen navolging gevonden. In 2014 werd dit het geslacht Natronasaurus wat in 2016 weer vervangen werd door Alcovasaurus.

## Beschrijving

### Grootte, algemene bouw en onderscheidende kenmerken

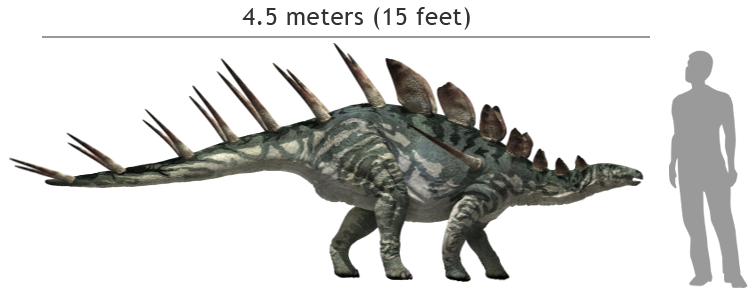
Kentrosaurus in grootte vergeleken met een mens. In feite zakte het dier niet zo sterk door de knieën

Kentrosaurus heeft een lengte van vier à vijf meter. Het opgestelde skelet is vierenhalve meter lang, enkele elementen wijzen op individuen met een lengte van vijf meter. Gregory S. Paul schatte in 2010 de lichaamslengte op vier meter en het gewicht op zevenhonderd kilogram. In sommige verouderde populair-wetenschappelijke werken wordt de lengte te kort aangeduid met tweeënhalve meter. Mallison schiep op basis van een laserscan van het in Berlijn opgestelde skelet een virtueel model van het lichaam. Afhankelijk van de gekozen dikte van de weke delen, waarbij vooral de staartbasis volgens hem een stuk omvangrijker kon zijn dan eerder werd verondersteld, kwam hij uit op een volume van 1073 tot 1267 liter wat zou wijzen op een gewicht tussen de één en anderhalve ton.

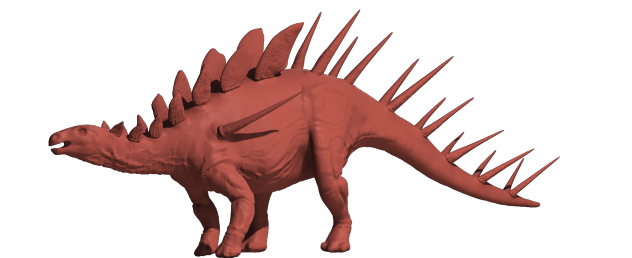
Model van de bouw van Kentrosaurus

Kentrosaurus heeft de typische stegosaurische bouw met een kleine langwerpige kop, een middellange flexibele nek, een naar voren gekromde gedrongen romp, korte en stevige voorpoten, rechte hoge achterpoten en een horizontaal gehouden hoog uitstekende staart. Het lichaam werd bekroond door twee rijen stekels. In tegenstelling tot Stegosaurus had hij maar tot aan het midden van zijn rug een zevental paar platen; deze waren smal en klein. Daarachter kwamen zes paar scherpe stekels, uitmondend in een paar 'thagomizer'-stekels aan het eind van de staart. Dit wordt wel gezien als een aanwijzing dat in ieder geval de oorspronkelijke functie van de ruguitsteeksels bij de stegosauriërs een verdedigende was.
Mallison wist in 2011 enkele onderscheidende kenmerken vast te stellen. De doornuitsteeksels van de staartwervels hebben niet alle de gebruikelijke helling naar achteren: in het midden van de staart staan ze verticaal en op het achtereind van de staart hellen ze zelfs naar voren toe en zijn haakvormig. De wervelboog is bij de ruggenwervels tweemaal zo hoog als het wervellichaam en wordt bijna helemaal uitgehold door het ruggenmergkanaal. Het voorblad van het darmbeen verwijdt naar voren en buiten in plaats van taps toe te lopen. Daarnaast is er een unieke combinatie van op zich niet unieke eigenschappen: de zijuitsteeksels lopen door tot de achtentwintigste staartwervel; de zijuitsteeksels van de voorste staartwervels zijn staafvormig met nauwe bases en de voorste ervan raakt het sacrale juk, gevormd door de vergroeiing van de uitsteeksels van de sacrale ribben, niet; de chevrons hebben de vorm van een omgekeerde T; het darmbeen is minstens even lang als het dijbeen.

### Skelet

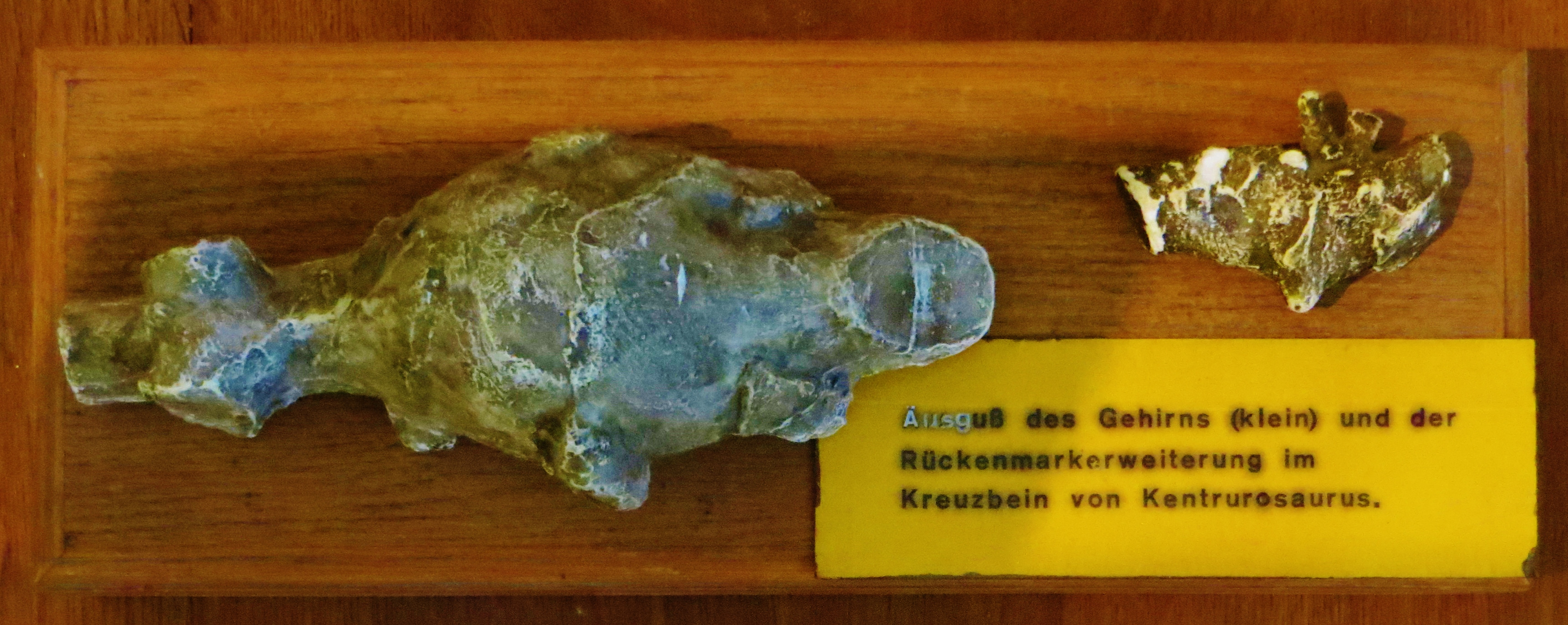
Afgietsels van het brein en de verdikking van het ruggenmergkanaal in het bekken

Van de kop van Kentrosaurus is voornamelijk een hersenpan bekend, die toont dat de schedel relatief laag is. Het quadratum heeft door een inkeping aan de zijkant een groot foramen paraquadraticum; de meeste stegosauriërs hebben helemaal geen inkeping. De vleugel van het quadratum richting pterygoïde heeft een uitholling. Bewaarde voorkanten van onderkaken laten zien dat die tamelijk hoog waren. Samen hadden de onderkaken een U-vorm. Het beenplateau naast de tandenrij was breed en de tanden werden aan het zicht onttrokken door een hoge verticale richel. De tanden waren kort met een licht verbrede basis, verticale groeven en zeven vertandingen op de hele rand. Dit is de meest eenvoudige tandvorm die van de stegosauriërs bekend is.

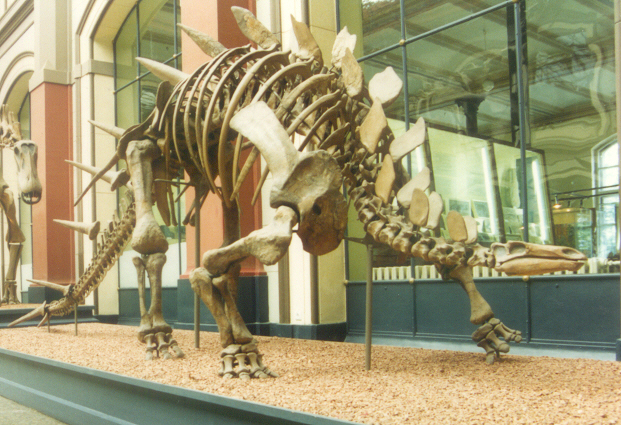
De oude opstelling van het skelet in Berlijn, van voor 2006, met de stekel op de heup en sterk gespreide voorpoten

De precieze indeling van de wervelkolom is onbekend daar die bij stegosauriden nogal variabel is en van Kentrosaurus nooit een langere reeks wervels is gevonden. Bij de meeste wervels zijn zowel de voorste als de achterste gewrichtsuitsteeksels paarsgewijs vergroeid.
De nek bestaat uit een rij korte halswervels met korte doornuitsteeksels. Bij de atlas is de wervelboog met het intercentrum vergroeid. Het tandvormig uitsteeksel, de processus odontoides is met het centrum van de draaier vergroeid. De ruggenwervels zijn hoog door ver oprijzende wervelbogen, bekroond door vrij lange plaatvormige doornuitsteeksels. De wervelbogen worden bij de voorste ruggenwervels tot het niveau van de gewrichtsuitsteeksels uitgehold door het ruggenmergkanaal, zodat nog slechts een dunne beenplaat de holte afdekt. Het is niet duidelijk wat hiervan de functie is en of de ruimte geheel gevuld was met zenuwbanen. De rug kromt vooraan sterk naar beneden toe, doordat de wervels wigvormig zijn, wat de voorste ribben naar achteren doet wijzen. Zo ontstaat een gedrongen, achteraan hoge, borstkas. De sacrale wervels hebben lagere doornuitsteeksels die aan hun bases vergroeid zijn tot een supraneurale plaat maar bovenaan nog individueel gescheiden zijn. Hun ribben zijn van de tweede wervel af bovenaan verbonden tot een 'juk'; sommige individuen hebben een extra paar echte sacrale ribben — die dus wervel en darmbeen verbinden — aan de eerste sacrale wervel. De doornuitsteeksels van de staartbasis zijn hoger maar erg dun en naar achter hellend. De processus spinosi van de middelste staart blijven dun en grillig gevormd maar richten zich van de achtste wervel af geleidelijk verticaal op; bij de achterste staart zijn de doornuitsteeksels gereduceerd tot korte haakvormige uitstulpingen die meer naar voren wijzen. De boveneinden van de doornuitsteeksels van de staart zijn matig overdwars verbreed. Bij alle staartwervels hellen de wervelbogen iets naar voren, wat zeldzaam is bij de Stegosauria. De zijuitsteeksels van de staartbasis zijn zijwaarts en licht naar beneden gericht; ze hebben op hun bovenste basis een klein naar boven gericht uitsteeksel. Chevrons zijn alleen bekend van de middenstaart en hebben in zijaanzicht een T-vorm of de vorm van een ploeg; ze zijn kort en kunnen gediend hebben de staart te ondersteunen als het dier zich oprichtte; de onderkanten zijn opvallend recht afgeplat. De korte chevrons kunnen betekenen dat de vlezige staart vrij dun was.

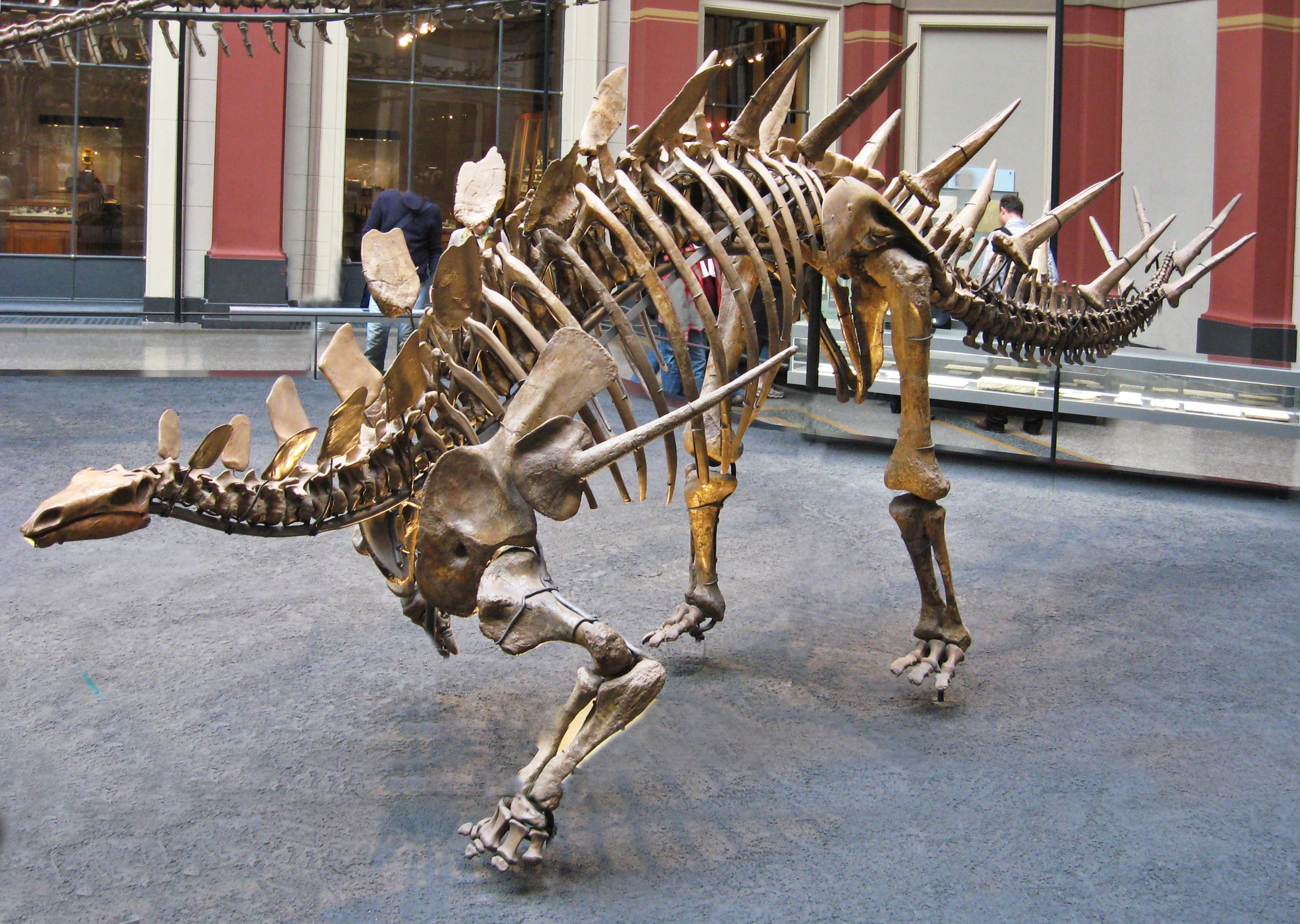
De nieuwe opstelling met de stekel op de schouder; de voorpoten staan nog steeds niet in normale loopstand

De schoudergordel is krachtig met een kort afgerond schouderblad dat voor onderaan een grote lange rechthoekige processus acromialis heeft. Het ravenbeksbeen is overeenkomstig groot, van achter naar voren lang maar het raakt desalniettemin slechts iets meer dan de helft van de onderrand van het schouderblad en de hoogte van het ravenbeksbeen, in de lengte van het schouderblad gemeten, is aanzienlijker. Borstbeenderen zijn van Kentrosaurus onbekend, net zoals trouwens van iedere stegosauriër.
De voorpoten zijn zeer robuust. Het opperarmbeen heeft een uitwaaierende hoek aan de achterste bovenrand die een bovenste breedte veroorzaakt die vijfenvijftig procent bedraagt van de lengte van het bot. Vooraan de schacht, bevindt zich een enorme driehoekige deltopectorale kam die zich naar binnen wikkelt. De top van de kam ligt op zevenendertig procent van de schachtlengte van bovenaf gemeten. De onderzijde is eveneens breed met vierenveertig procent van de lengte van het opperarmbeen. Ook de onderarm is, hoewel niet al te kort, massief gebouwd waarbij de ellepijp een brede hoge processus olecrani heeft. Het spaakbeen heeft een lengte van zeventig procent van het opperarmbeen. Het onderste uiteinde van het spaakbeen is met achtendertig procent van de botlengte breder dan het bovenste. De hand is vrij kort en breed. Traditioneel werden de voorpoten van Kentrosaurus gespreid geplaatst, zo ook in de skeletopstelling van 1925. In 2007 werd dit wat verbeterd. Tegenwoordig wordt begrepen dat ze recht gehouden werden, wat de hele romp hoger plaatst.
Het bekken van Kentrosaurus is zeer groot. Het darmbeen is lang met zowel een verwijd naar voren waaiervormig uitlopend voorblad als een verbreed achterblad. Dit diende als aanhechting voor enorme dijspieren en schiep ruimte voor een grote buikholte. De antitrochanter, de verbreding overdwars van het heupgewricht op de krachten uitgeoefend door het dijbeen op te vangen, is fors van omvang. Schaambeen en zitbeen zijn op zich tamelijk kort en hun schachten — die elkaar door een iets andere hoek niet raken — zijn aan hun uiteinden niet verbreed. Op driekwart van de lengte vernauwt de schacht van het zitbeen zelfs doordat de bovenrand een plotse knik naar beneden maakt. Wel heeft het schaambeen vooraan een opvallend lange processus praepubicus.
Het dijbeen is lang, met 163% van de lengte van het dijbeen, en recht met een trochanter minor die lager is dan de trochanter major. Bij jongere individuen is de trochantter minor een vingervormig uitsteeksel dat duidelijk van de achterliggende trochanter major gescheiden is maar bij grote exemplaren smelten beide beenstijlen samen door een naar de buitenzijde uitgroeien en verdikken van de hele bovenzijde van de dijbeenschacht. De vierde trochanter, de aanhechting voor de musculus caudofemoralis, de staartspier die het dijbeen naar achteren trok, is gereduceerd tot een lage, zij het nog duidelijk uitstekende, richel. Het rechte dijbeen, met een van voor naar achter afgeplatte schacht en een plat ondervlak, wijst op een schrijdende in plaats van rennende voortbeweging. Dat wordt bevestigd door een kort scheenbeen dat boven vooraan geen grote crista cnemialis heeft maar wel een aanzienlijker achterste uitsteeksel. Het kuitbeen is recht. De voet is kort. De middenvoetsbeenderen zijn vrij slank gebouwd. De eerste en vijfde teen zijn verloren gegaan en de formule van de teenkootjes is 0-2-2-2-0.

### Stekels

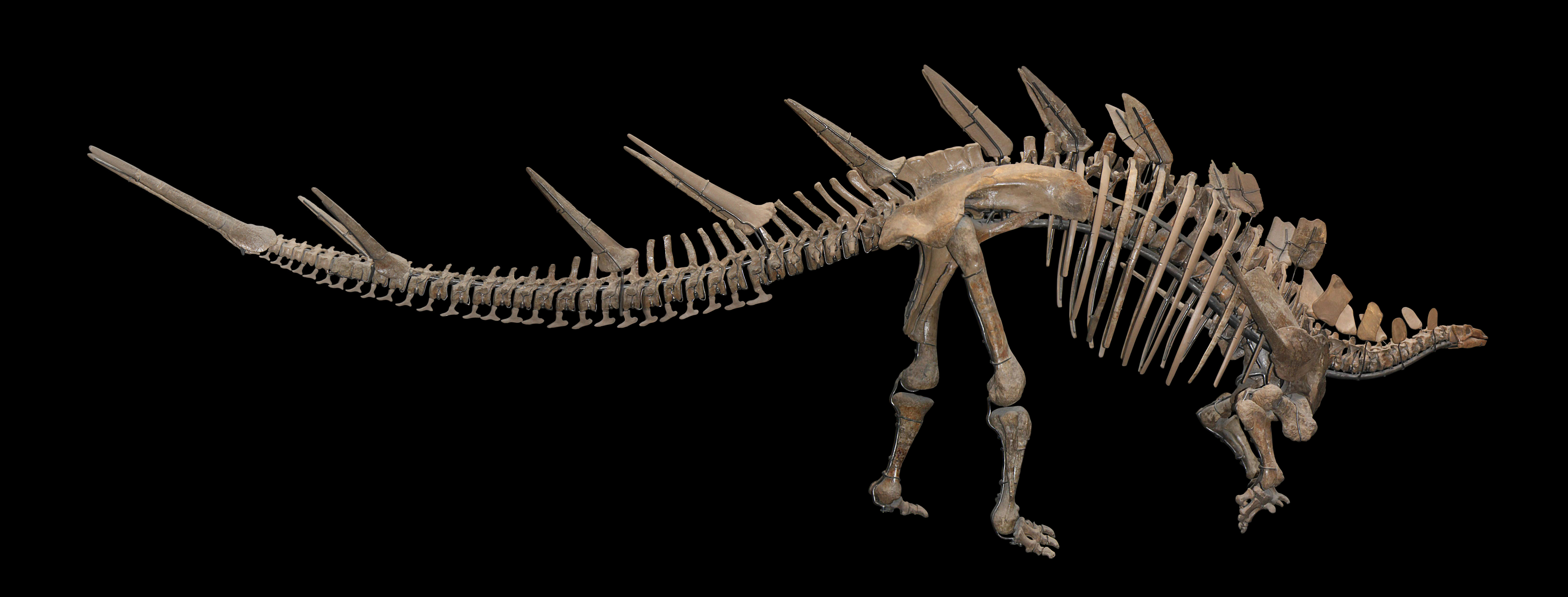
Hennig meende dat de platen geleidelijk in stekels overgingen

Zoals bij alle stegosauriërs was de bovenkant van Kentrosaurus beschermd door rijen stekels. De stekels zijn osteodermen, dus huidverbeningen die geen deel uitmaken van het eigenlijke skelet. Sommige van die stekels hebben meer de vorm van beenplaten. Uit de vondst van een reeks staartwervels met nog in verband liggende osteodermen is duidelijk geworden dat de echte stekels althans op de staart stonden. De platen hebben een verticale verdikking in het midden alsof ze uit de pure stekelvorm zijn afgeleid. Sommige platen zijn kort en breed, andere langer en meer stekelvormig. Hennig en Janensch namen daarom aan dat de kortste platen op de nek stonden en die naar achteren toe geleidelijk in langere en smallere stekels overgingen. Daarbij leken alle stekels in een wat asymmetrische linker- of rechtervariant voor te komen, waaruit ze de conclusie trokken dat er twee rijen waren, van veertien of vijftien osteodermen. De skeletopstelling door Janensch heeft er veertien paar. Vier paar platen staan op de nek. Ze zijn iets langer dan breed en bovenaan wat naar achteren geknikt. Op de voorste romp staan drie paar platen. Het voorste paar is stomp en ruitvormig. De volgende twee paren zijn langer en dolkvormig; het achterste heeft een spitse punt. Daarna volgt een paar echte stekels, direct voor het bekken. Deze zijn nog wat kort. Daarachter staan op heup en staart zes paar langwerpige stekels. Hennig en Janensch gingen ervan uit dat de allerachterste stekels het langst waren. Er is een stekel bekend met een lengte van 731 millimeter. Dat betreft alleen nog maar de beenkern: een hoornschacht kan de totale lengte op een meter gebracht hebben. Uit de hoek tussen de stekelbasis en de schacht blijkt dat de stekels schuin naar achteren stonden, vermoedelijk de achterste het sterkst.
Behalve deze rugstekels werd nog een type stekels aangetroffen. Dit had een lange dunne gekromde schacht als een sabel en een zeer brede en asymmetrische basis. Die sterke asymmetrie deed vermoeden dat dit type aan de flank van de romp was geplaatst. Hennig dacht dat er een op iedere heup stond, stevig verankerd op de brede plaat van het darmbeen. Latere vondsten uit China, van Gigantspinosaurus en Huayangosaurus, toonden echter aan dat zulke osteodermen op de schouder staan. Meestal wordt aangenomen dat ze naar achteren gericht waren, waarbij de kromming van de 'sabel' de welving van de romp volgt. Het is echter ook wel gespeculeerd dat ze naar voren wezen, wat ze tot veel vervaarlijker wapens zou maken, hoewel dit het dier wel erg gehinderd zou hebben. Ook bepaalde Nodosauridae hebben naar voren gerichte schouderstekels. Mallison stelde in 2011 dat deze stekel toch op de heup kon staan en meende zelfs een ruwe bevestigingsplek op het blad van het darmbeen gevonden te hebben.
In 2014 berekende Mallison in een studie dat de osteodermen maximaal zeven procent van het totale lichaamsgewicht uitmaakten, bij het aannemen van een soortelijke massa van twee, en dat hun afwijkende vorm en plaatsing in vergelijking met andere stegosauriërs geen belangrijke veranderingen in het zwaartepunt zouden hebben kunnen opgeleverd. Die plaatsing zou dus ook niet het relatief robuustere opperarmbeen van Kentrosaurus in vergelijking met Stegosaurus kunnen verklaren.

## Fylogenie

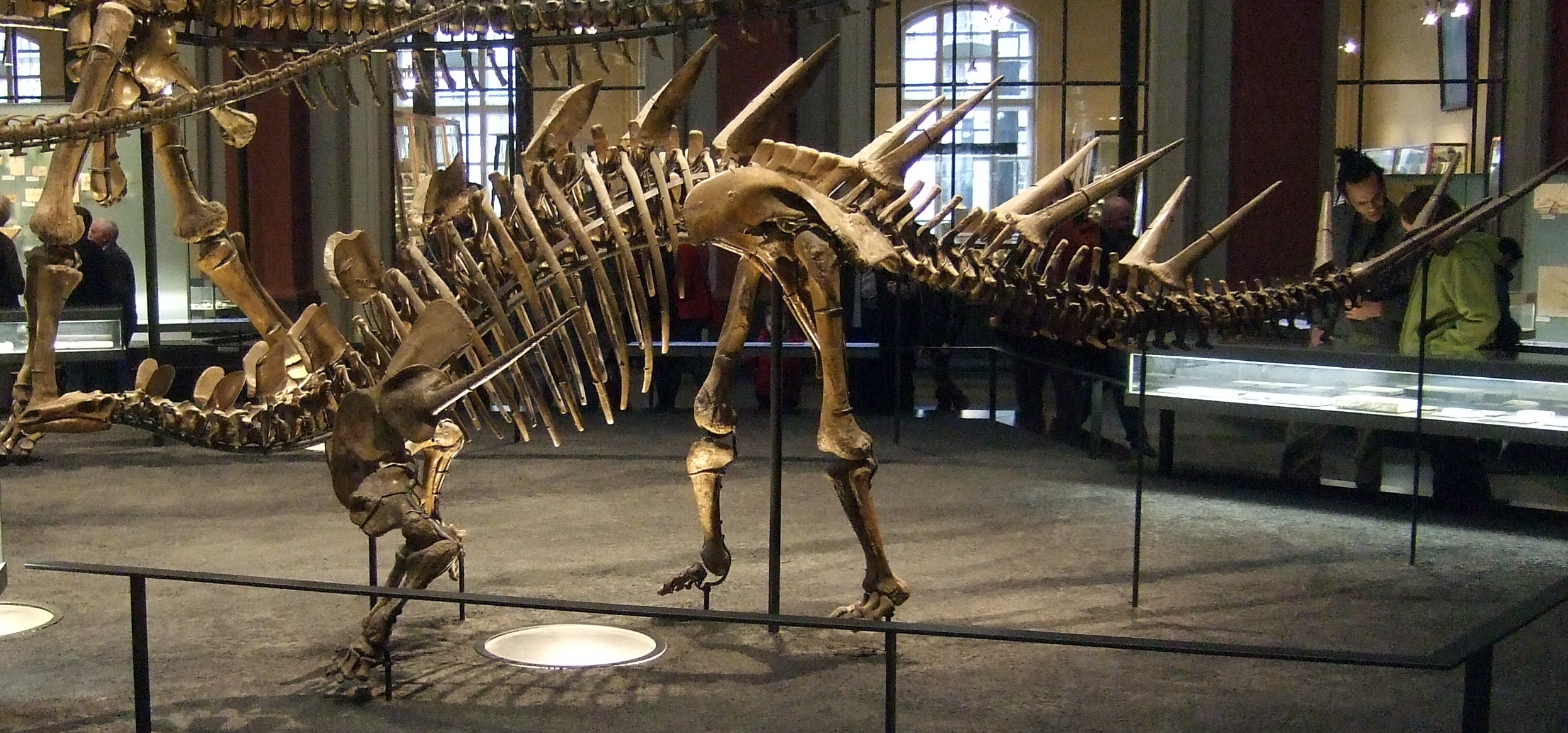
Een lang dijbeen, darmbeen en processus praepubicus zijn aanwijzingen dat Kentrosaurus tot de Stegosauridae behoort; de schouderstekel is typisch voor basale soorten

Kentrosaurus werd in 1915 door Hennig in de Stegosauridae geplaatst. Moderne cladistische analyse bevestigt dit, alhoewel bedacht moet worden dat Stegosauridae indertijd een veel omvattender concept was waaronder niet alleen alle Stegosauria werden begrepen maar ook alle Ankylosauria. Een studie door Octávio Mateus e.a. uit 2009 gaf voor Kentrosaurus een basale positie in de Stegosauridae zoals getoond door dit kladogram:
|  | Dacentrurus |
|  |             |
|  | Miragaia    |
|  |             |

|  | Stegosaurus                                                    |
|  |                                                                |
|  | \| \| Wuerhosaurus \| \| \| \| \| \| Hesperosaurus \| \| \| \| |
|  |                                                                |
|  | Wuerhosaurus                                                   |
|  |                                                                |
|  | Hesperosaurus                                                  |
|  |                                                                |

|  | Wuerhosaurus  |
|  |               |
|  | Hesperosaurus |
|  |               |

|  | Dacentrurus |
|  |             |
|  | Miragaia    |
|  |             |

|  | Stegosaurus                                                    |
|  |                                                                |
|  | \| \| Wuerhosaurus \| \| \| \| \| \| Hesperosaurus \| \| \| \| |
|  |                                                                |
|  | Wuerhosaurus                                                   |
|  |                                                                |
|  | Hesperosaurus                                                  |
|  |                                                                |

|  | Wuerhosaurus  |
|  |               |
|  | Hesperosaurus |
|  |               |

|  | Dacentrurus |
|  |             |
|  | Miragaia    |
|  |             |

|  | Stegosaurus                                                    |
|  |                                                                |
|  | \| \| Wuerhosaurus \| \| \| \| \| \| Hesperosaurus \| \| \| \| |
|  |                                                                |
|  | Wuerhosaurus                                                   |
|  |                                                                |
|  | Hesperosaurus                                                  |
|  |                                                                |

|  | Wuerhosaurus  |
|  |               |
|  | Hesperosaurus |
|  |               |

|  | Dacentrurus |
|  |             |
|  | Miragaia    |
|  |             |

|  | Stegosaurus                                                    |
|  |                                                                |
|  | \| \| Wuerhosaurus \| \| \| \| \| \| Hesperosaurus \| \| \| \| |
|  |                                                                |
|  | Wuerhosaurus                                                   |
|  |                                                                |
|  | Hesperosaurus                                                  |
|  |                                                                |

|  | Wuerhosaurus  |
|  |               |
|  | Hesperosaurus |
|  |               |

|  | Dacentrurus |
|  |             |
|  | Miragaia    |
|  |             |

|  | Stegosaurus                                                    |
|  |                                                                |
|  | \| \| Wuerhosaurus \| \| \| \| \| \| Hesperosaurus \| \| \| \| |
|  |                                                                |
|  | Wuerhosaurus                                                   |
|  |                                                                |
|  | Hesperosaurus                                                  |
|  |                                                                |

|  | Wuerhosaurus  |
|  |               |
|  | Hesperosaurus |
|  |               |

|  | Dacentrurus |
|  |             |
|  | Miragaia    |
|  |             |

|  | Stegosaurus                                                    |
|  |                                                                |
|  | \| \| Wuerhosaurus \| \| \| \| \| \| Hesperosaurus \| \| \| \| |
|  |                                                                |
|  | Wuerhosaurus                                                   |
|  |                                                                |
|  | Hesperosaurus                                                  |
|  |                                                                |

|  | Wuerhosaurus  |
|  |               |
|  | Hesperosaurus |
|  |               |

|  | Dacentrurus |
|  |             |
|  | Miragaia    |
|  |             |

|  | Stegosaurus                                                    |
|  |                                                                |
|  | \| \| Wuerhosaurus \| \| \| \| \| \| Hesperosaurus \| \| \| \| |
|  |                                                                |
|  | Wuerhosaurus                                                   |
|  |                                                                |
|  | Hesperosaurus                                                  |
|  |                                                                |

|  | Wuerhosaurus  |
|  |               |
|  | Hesperosaurus |
|  |               |

|  | Dacentrurus |
|  |             |
|  | Miragaia    |
|  |             |

|  | Stegosaurus                                                    |
|  |                                                                |
|  | \| \| Wuerhosaurus \| \| \| \| \| \| Hesperosaurus \| \| \| \| |
|  |                                                                |
|  | Wuerhosaurus                                                   |
|  |                                                                |
|  | Hesperosaurus                                                  |
|  |                                                                |

|  | Wuerhosaurus  |
|  |               |
|  | Hesperosaurus |
|  |               |

## Levenswijze
De Tendaguru had een tropisch tot subtropisch klimaat. Het was er heet met een duidelijk regenseizoen en een droog seizoen. Het landschap was dicht bebost met coniferen, zaadvarens en Cycadeoidales. De belangrijkste planteneters waren Sauropoda waaronder de beroemde Brachiosaurus brancai ofwel Giraffatitan. De sauropoden aten van de hogere plantenlagen. Kentrosaurua bezette vermoedelijk de niche van eter van lagere plantenlagen. Als hij op vier poten stond, kon hij met zijn kop tot honderdzeventig centimeter hoog reiken. Ging hij op zijn achterpoten staan dan kon hij zijn romp zestig graden heffen en had een bereik tot driehonderddertig centimeter. De staart was flexibel genoeg om net in de weg te zitten en kon het lichaam in die houding zelfs van achteren ondersteunen. De T-vormige chevrons zouden daarvoor een aanpassing kunnen zijn geweest. Het voedsel werd door de eenvoudige tanden alleen verknipt, niet gekauwd. De stukjes werden snel doorgeslikt en in de maag door gastrolieten vermalen om in de grote buikholte verder door bacteriën verteerd te worden.

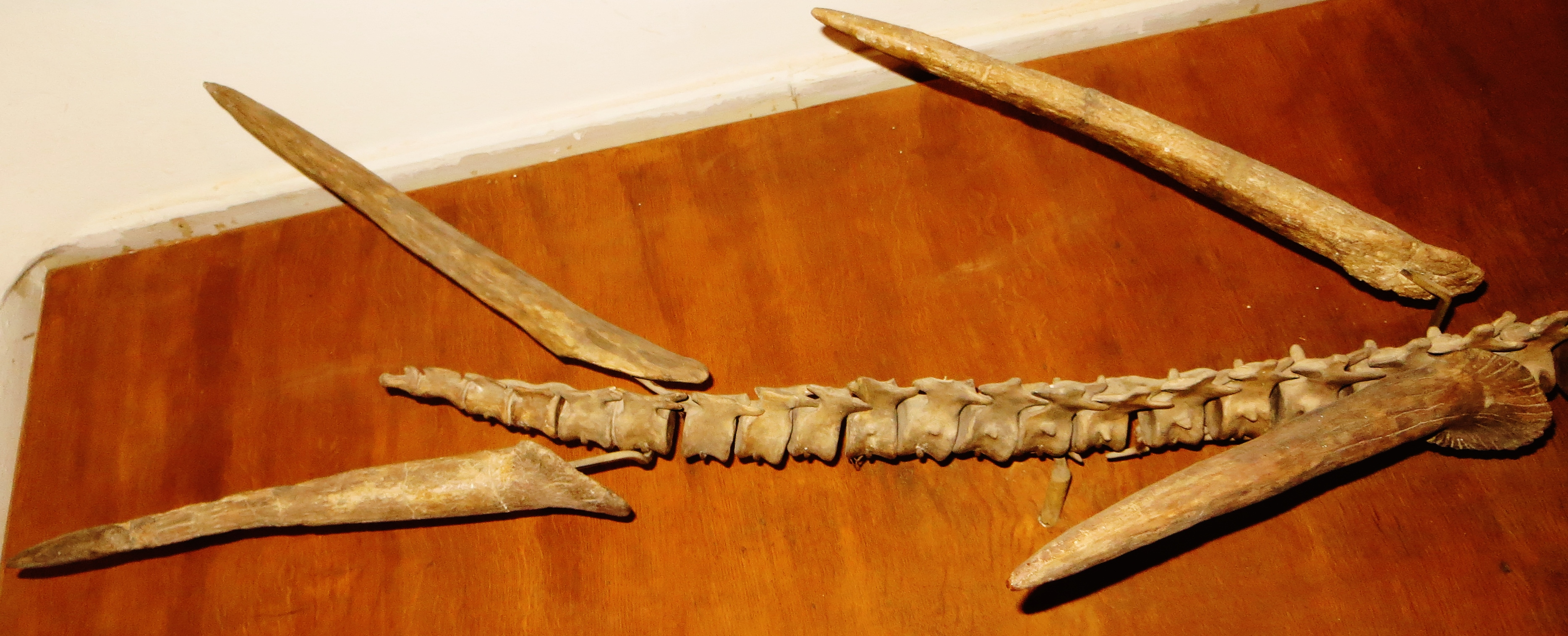
"Thagomizer" van het exemplaar in Tübingen

In de habitat van Kentrosaurus kwamen ook grote roofsauriërs, Theropoda, voor. Daar is niet al te veel van bekend. Er is een scheenbeen gevonden van een negen meter lang dier dat Allosaurus tendagurensis gedoopt werd en een tand die men Megalosaurus roechlingi noemde. Tegen zulke grote roofdieren kon Kentrosaurus zich niet verweren door weg te rennen want zijn rechte achterpoten konden helemaal niet rennen. In plaats daarvan moest hij vertrouwen op zijn stekels. Ten dele boden die een passieve bescherming. De rugzijde werd door platen en stekels gedekt. Maar hij kon zich ook actief verdedigen. De lange stekels van het staarteinde konden gebruikt worden als een 'thagomizer', de naam voor het stekelige slagwapen van de stegosauriërs. Het dier roteerde daartoe rond zijn achterpoten terwijl de krachtige voorpoten gespreid werden om de romp heen en weer te bewegen. Dat deed de staart in de richting van een aanvaller zwiepen. De achterste staartstekels kregen zo, volgens een computersimulatie uitgevoerd door Mallison, een snelheid van vijftig kilometer per uur, ruim voldoende om een roofdier te spietsen of zijn botten te kraken. Op zijn minst werd de huid van een aanvaller opengereten. De staart kon de achterste honderdtachtig graden dekken. Om de flanken te beschermen was het dus nodig om vaak van positie veranderen. De schouderstekel beschermde de voorste zijkant en wanneer de staart de ene kant zwiepte werd deze stekel door dezelfde beweging op de andere lichaamszijde meer naar buiten gericht. De voorkant werd wellicht beschermd door een gesloten pantser van kleine beenplaatjes. Mallison concludeerde dat het bepaald geen eenvoudige onderneming kan zijn geweest om een Kentrosaurus te doden en meende dat het daarvoor nodig zou zijn om in jachtgroepen samen te werken. Dat die ook werkelijk gevormd werden, kan uit de geringe gegevens die over de theropoden in de Tendaguru voorhanden zijn, niet worden afgeleid. Een oudere hypothese wilde dat Kentrosaurus net als moderne stekelvarkens roofdieren aanviel door er achteruit met zijn stekels op in te rennen, maar dat wordt tegenwoordig niet waarschijnlijk geacht.

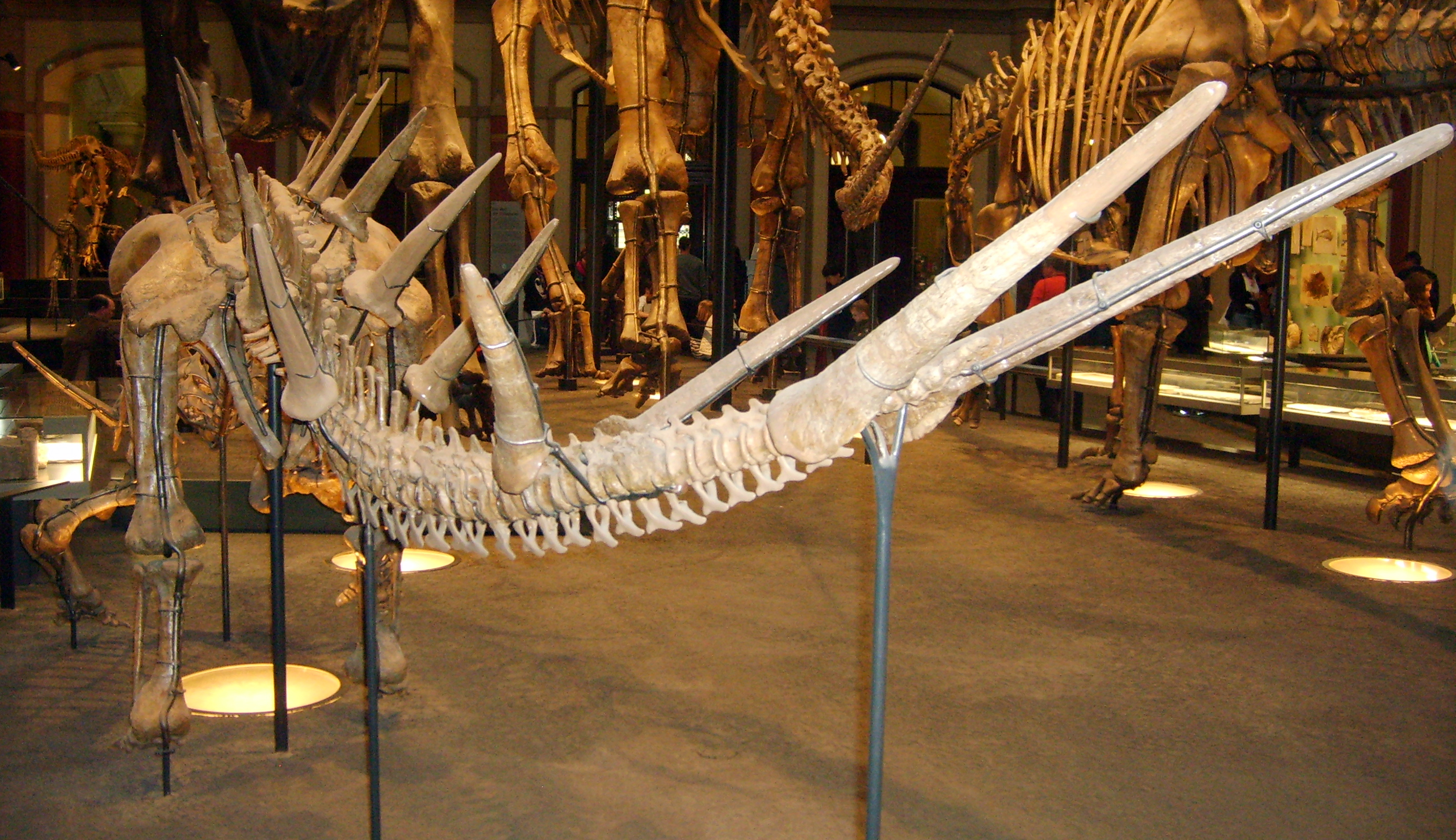
Staartstekels van het exemplaar in Berlijn

Omdat Kentrosaurus geen zeer actief dier kan zijn geweest, wordt wel verondersteld dat de stofwisseling vrij laag lag. Bij de verwant Stegosaurus werd een vrij trage groei vastgesteld. Een onderzoek uit 2013 echter, door Ragna Redelstorff, concludeerde dat het bot van Kentrosaurus uit fibrolamellaire lagen bestaat, afgezet tijdens een snel groeiproces. Omdat Kentrosaurus kleiner is dan Stegosaurus en dus geen gebruik had kunnen maken van massa-endothermie, het vasthouden van warmte door de lichaamsomvang, leek het waarschijnlijk dat het dier echt warmbloedig is geweest.
Nesten of eieren van Kentrosaurus zijn niet gevonden. De jongste bekende dieren hadden ongeveer de helft van de lengte van de volwassen exemplaren. In 2011 concludeerde een studie door Holly Barden dat het vijftigtal bekende dijbeenderen in twee morfotypen waren in te delen die zich onderscheiden in robuustheid. Het meer robuuste type kwam tweemaal zoveel voor als het meer graciele. Er werd geconcludeerd dat dit een geval was van seksuele dimorfie. De zwaargebouwde dieren zouden wijfjes zijn die gedekt werden door een kleiner aantal kleinere mannetjes. Deze hypothese verklaart niet goed waarom de mannetjes niet groter zouden worden om met elkaar om het bezit van een harem te strijden. Daarnaast zijn de bekende fossielen niet afkomstig van een enkele kudde of zelfs maar een gelijktijdige populatie doch opgegraven in afzettingen die honderdduizenden jaren in ouderdom verschillen. Een grotere kans voor robuuste dieren om gefossiliseerd of gevonden te worden kan de verhouding dus hebben beïnvloed. Bij veel reptielen zijn de vrouwtjes overigens inderdaad groter. Galton had al eerder gesuggereerd dat individuen met een extra sacrale rib, ook aan de eerste sacrale wervel naast die van wervel twee tot en met vijf, vrouwtjes zouden zijn: hun bekken zou speciaal versterkt zijn voor de eierleg.